# Балтовский, Алексей Иванович
Алексей Иванович Балтовский (1 апреля 1937, Мыслевщина, Климовичский район — 18 апреля 1986) — советский легкоатлет, специалист по метанию молота. Выступал за сборную СССР по лёгкой атлетике в 1960-х годах, обладатель серебряной медали чемпионата Европы, победитель первенств всесоюзного и республиканского значения. Мастер спорта СССР международного класса (1968). Преподаватель физической культуры. Кандидат педагогических наук (1975). Доцент (1985).

## Биография
Алексей Балтовский родился 1 апреля 1937 года в деревне Мыслевщина Климовичского района Могилёвской области Белорусской ССР.
Начал заниматься лёгкой атлетикой в 1955 году, проходил подготовку в Бресте и Минске, выступал за добровольное спортивное общество «Локомотив». Окончил Белорусский государственный институт физической культуры (1958). Был подопечным заслуженного тренера СССР Евгения Михайловича Шукевича.
Впервые заявил о себе на всесоюзном уровне в сезоне 1960 года, когда на чемпионате СССР в Москве с результатом 64,07 стал бронзовым призёром в метании молота.
В 1962 году одержал победу на чемпионате СССР в Москве (67,42). Попав в состав советской сборной, выступил на чемпионате Европы в Белграде — здесь показал результат 66,93 и завоевал серебряную награду, уступив только венгру Дьюле Живоцки.
В 1965 году взял бронзу на чемпионате СССР в Алма-Ате (65,70).
В апреле 1968 года на соревнованиях в Ужгороде установил свой личный рекорд в метании молота — 69,32 метра.
За выдающиеся спортивные достижения удостоен почётного звания «Мастер спорта СССР международного класса» (1968).
Впоследствии работал преподавателем в проблемной лаборатории института физической культуры. Кандидат педагогических наук (1975). В 1977—1978 годах заведовал кафедрой лёгкой атлетики Института физической культуры в Могилёве, затем в 1979—1983 годах преподавал физическое воспитание в спортивном вузе в Алжире. Доцент (1985).
Умер 18 апреля 1986 года в возрасте 49 лет.